# Майский сельсовет (Идринский район)
Майский сельсовет - сельское поселение в Идринском районе Красноярского края.
Административный центр - село Майское Утро.

## Население
| 2010 | 2012 | 2013 | 2014 | 2015 | 2016 | 2017 |
| ---- | ---- | ---- | ---- | ---- | ---- | ---- |
| 353  | ↗366 | ↗372 | ↘367 | ↘350 | ↘348 | ↘343 |

## Состав сельского поселения
В состав сельского поселения входят 2 населённых пункта:
| № | Населённый пункт | Тип населённого пункта       | Население |
| - | ---------------- | ---------------------------- | --------- |
| 1 | Майское Утро     | село, административный центр | 345       |
| 2 | Малый Телек      | деревня                      | 8         |

## Местное самоуправление
Майский сельский Совет депутатов
Дата избрания: 14.03.2010. Срок полномочий: 5 лет. Количество депутатов: 7
Глава муниципального образования
- Дмитриев Алексей Захарович. Дата избрания: 14.03.2010. Срок полномочий: 5 лет